# Fredi Lerch
Alfred «Fredi» Lerch (* 10. April 1954 in Roggwil; heimatberechtigt in Wynigen) ist ein Schweizer Journalist und Publizist.

## Leben
Lerch ist Primarlehrer und diplomierter Musiklehrer. Von 1982 bis 2001 war er Redaktor bei der Wochenzeitung (WOZ). Von 2001 bis 2006 gehörte er der Literarischen Kommission der Stadt Bern an. Seit 2002 ist er freier Journalist und Publizist. Bis 2017 war er Mitglied des Pressebüros «puncto» in Bern.
Lerch hat von 2006 bis 2009 zusammen mit Erwin Marti eine Werkausgabe von Carl Albert Loosli herausgegeben.

## Auszeichnungen
- 1991 und 1997: Werkbeiträge von Stadt und Kanton Bern
- 1998: Zürcher Journalistenpreis
- 2001: Buchpreis des Kantons Bern
- 2008: «Weiterschreiben», Stadt Bern
- 2009: Anerkennungspreis für die Edition der Werke C. A. Looslis, Kanton Bern
- 2018: Anerkennungspreis für die Herausgabe von Walter Vogt: Hani xeit, Kanton Bern

## Werke
- Konvolut. Eigenverlag, Bern 1989.
- Mit beiden Beinen im Boden. Reportagen von Menschen und Bunkern. Rotpunktverlag, Zürich 1995, ISBN 3-85869-160-7.
- Begerts letzte Lektion. Ein subkultureller Aufbruch. Rotpunktverlag, Zürich 1996, ISBN 3-85869-163-1.
- Müllers Weg ins Paradies. Nonkonformismus im Bern der sechziger Jahre. Rotpunktverlag, Zürich 2001, ISBN 3-85869-218-2.
- Reithalle Bern. Autonomie und Kultur im Zentrum. Rotpunktverlag, Zürich 1998, ISBN 978-3-85869-149-1. (mit Johannes Wartenweiler, Daniel von Rüti)
- Echsenland. Lyrische Chronik. Rotpunktverlag, Zürich 2005, ISBN 3-85869-289-1.
- Alles bestens, Herr Grütter. Rotpunktverlag, Zürich 2012, ISBN 978-3-85869-504-8.
- Lilly Keller. Künstlerin. Literarisches Porträt. Vexer Verlag, St. Gallen/Berlin 2015, ISBN 978-3-909090-67-9.
- Therapeutischer Wille unter Strom. Die Geschichte des Elektroschocks in der Heil- und Pflegeanstalt Münsingen. PZM Psychiatriezentrum Münsingen AG, Münsingen 2019, ISBN 978-3-033-07456-9.
- Von der Rettungsanstalt zum Schulheim: 188 Jahre Knabenerziehung «Auf der Grube» in Niederwangen, in: Bernhard Kuonen, Fredi Lerch et al.: Gruebe. Hrsg.: Stiftung Schulheim Ried. Edition eigenART, Bern 2013, ISBN 978-3-909990-27-6 (journal-b.ch [PDF; abgerufen am 28. Februar 2022]).

Herausgaben
- (mit Andreas Simmen) Der leergeglaubte Staat. Kulturboykott gegen die 700-Jahr-Feier der Schweiz. Rotpunktverlag, Zürich 1991, ISBN 3-85869-151-8.
- Carl Albert Loosli: Werke. 7 Bände. Rotpunktverlag, Zürich 2006–2008.
- Walter Vogt: Hani xeit. modern mundart. Der gesunde Menschenversand, Luzern 2018.